# فريال أشرف
فريال أشرف عبد العزيز (من مواليد 16 فبراير 1999)، هي لاعبة كاراتيه مصرية هي أول لاعبة مصرية تفوز بالميدالية الذهبية في الألعاب الأوليميبة. فازت بالميدالية الذهبية في حدث +61 كجم سيدات كوميته في الألعاب الأولمبية الصيفية 2020 التي أقيمت في طوكيو باليابان.

## حياتها
ولدت فريال 16 فبراير 1999، وهي الابنة الوحيدة لأسرتها ولديها شقيقين. بدأت فريال رياضة الكاراتيه في الثامنة من عمرها، وإلى جانب الكاراتيه تهوى فريال الرسم والقراءة. تدرس فريال أشرف الصيدلة بالجامعة البريطانية بالقاهرة لكى تصبح صيدلانية.

## إنجازات
في عام 2017، حصلت فريال أشرف على برونزية الدوري العالمي للكاراتيه في وزن 68 في المغرب ، وتعتبر أول مصرية تفوز ببرونزية الدوري العالمي للكاراتيه.
في عام 2018، حصلت فريال على فضية الدوري العالمي للكاراتية في الصين، وحصلت على برونزية بطولة أفريقيا للكاراتيه في رواندا.
في عام 2019، مثلت مصر في الألعاب الأفريقية 2019 التي أقيمت في الرباط بالمغرب وفازت بالميدالية الفضية في حدث الكوميتيه للسيدات 68 كجم، وحصلت على الميدالية الذهبية في بطولة العالم لناشئي الكاراتيه في سانتياغو في تشيلي في عام 2019، بعد فوزها في المباراة النهائية على لاعبة الروسية فيكتوريا إيسافا بنتيجة 2-0. وحصلت علي ذهبية بطولة الدوري العالمي للكاراتيه في دبي في عام 2019، بعد فوزها على لاعبة أذربيجان في نهائي البطولة.
في عام 2020، حصلت على ذهبية البطولة الأفريقية، وحصدت على فضية بطولة الدوري العالمي الكاراتيه في فرنسا ف، بعد خسارتها من الأذربيجانية أرينا. وفازت بالميدالية الفضية في بطولة البريميرليج للكاراتيه الدولية في النمسا.
في عام 2021، فازت بالميدالية الفضية في بطولة البريميرليج للكاراتيه في تركيا، حيث حصلت على الفضية بسبب الإصابة التي منعتها من المشاركة في المباراة النهائية. وفي يونيو 2021، تأهلت من التصفيات العالمية التي أقيمت في باريس بفرنسا للمنافسة في الألعاب الأولمبية الصيفية 2020 في طوكيو باليابان.

## طوكيو 2020
شاركت فريال أشرف ضمن منتخب مصر للكاراتيه في دورة أولمبياد طوكيو 2020- التي أقيمت في صيف 2021 نتيجة جائحة كورونا- وهو يعتبر الاشتراك الأول لمنتخبات الكاراتيه في الألعاب الأوليمبية.
في منافسات الكوميتيه سيدات وزن فوق 61 كجم، حققت فريال الفوز في أول مباراتين بالمجموعة الثانية أمام كلًا من لاعبة الصين 4-0، ولاعبة سويسرا بفضل نقطة الأفضلية «سانشو» بعد أن حققت أولى نقاط اللقاء أولًا، وخسرت مباراتها الثالثة أمام إيران 7-9، وتعادلت في المباراة الرابعة والأخيرة أمام بطلة الجزائر 0-0 مما أهلها لمباراة النهائية.
تغلبت فريال أشرف لاعبة الكاراتيه المصرية 2-0 على نظيرتها يرينا زاريتسكا لاعبة أذربيجان في المبارة النهائية، لتتوج البميدالية الذهبية لمصر في أولمبياد طوكيو في منافسات الكاراتيه، وهي ثامن ميدالية ذهبية لمصر على مدار الألعاب الأوليميبة، والميدالية الذهبية الثانية المصرية منذ فوز المصارع كرم جابر بالذهبية في الأولمبياد الصيفية 2004 بأثينا.
وبذلك تعد فريال أشرف أول رياضية مصرية تفوز بالميدالية الذهبية في تاريخ الألعاب الأولمبية، وأول عربية أفريقية تفوز بالذهبية في الأولمبياد للعبة الكاراتيه.
| مصر (EGY)  | مصر (EGY) | مصر (EGY)                | مصر (EGY)                       | مصر (EGY)                    | مصر (EGY)                   | مصر (EGY)     | مصر (EGY)                          | مصر (EGY)                        | مصر (EGY) |
| الدورة     | الحدث     | دور المجموعات            | دور المجموعات                   | دور المجموعات                | دور المجموعات               | دور المجموعات | نصف النهائي                        | النهائي                          | النهائي   |
| الدورة     | الحدث     | الخصم النتيجة            | الخصم النتيجة                   | الخصم النتيجة                | الخصم النتيجة               | الترتيب       | الخصم النتيجة                      | الخصم النتيجة                    | الترتيب   |
| ---------- | --------- | ------------------------ | ------------------------------- | ---------------------------- | --------------------------- | ------------- | ---------------------------------- | -------------------------------- | --------- |
| طوكيو 2020 | +61 كجم   | غونغ لي ‏ (الصين) · ف 4–0 | ايلينا كيريسي ‏ (سويسرا) ف 3+S–3 | حميدة عباسعلي ‏ (إيران) خ 7–9 | لمياء معطوب (الجزائر) ت 0–0 | 1 ت           | Sofya Berultseva (كازاخستان) ف 5–4 | إيرينا زاريتسكا (أذربيجان) ف 2–0 | الأول     |

## الجوائز
| السنة | المسابقة                     | الموقع  | النتيجة | الفئة           |
| ----- | ---------------------------- | ------- | ------- | --------------- |
| 2018  | بطولة أفريقيا للكاراتيه 2018 | كيغالي  | 3       | الكوميت -68 كجم |
| 2019  | بطولة أفريقيا للكاراتيه 2019 | غابورون | 3       | الكوميت -68 كجم |
| 2019  | دورة الألعاب الأفريقية 2019  | الرباط  | 2       | الكوميت -68 كجم |
| 2020  | بطولة أفريقيا للكاراتيه 2020 | طنجة    | 1       | الكوميت -68 كجم |
| 2020  | بطولة أفريقيا للكاراتيه 2020 | طنجة    | 3       | فريق الكوميت    |
| 2021  | الدورى العالمى               | تركيا   | 2       | الكوميت -68 كجم |

## روابط خارجية
مشاركه فريال في بطوله تشيلي